# Xanthomaculina
Xanthomaculina — рід грибів родини Parmeliaceae. Назва вперше опублікована 1985 року.

## Класифікація
До роду Xanthomaculina відносять 3 види:
- Xanthomaculina convoluta
- Xanthomaculina frondosa
- Xanthomaculina hottentotta